# Lata Mangeshkar
 Lata Mangeshkar (28 tháng 9 năm 1929 – 6 tháng 2 năm 2022) là một ca sĩ và đạo diễn âm nhạc người Ấn Độ. Bà là một trong những ca sĩ hát nhạc phim thu sẵn (playback singer) nổi tiếng nhất và được kính trọng nhất ở Ấn Độ. Bà đã thu âm sẵn nhạc phim cho hơn một nghìn bộ phim Bollywood và đã hát hơn ba mươi sáu ngôn ngữ địa phương Ấn Độ cũng như ngoại ngữ, nhưng chủ yếu bằng tiếng Maratha, tiếng Hindu và tiếng Bengal.
Bà nhận giải thưởng Dadasaheb Phalke do Chính phủ Ấn Độ trao tặng vào năm 1989. Năm 2001, bà được trao danh hiệu Bharat Ratna - danh hiệu dân sự cao nhất của Ấn Độ và giọng ca thứ hai sau M. S. Subbulakshmi nhận được vinh dự này. Chính phủ Pháp trao Bắc Đẩu Bội tinh cho bà vào năm 2007.
Bà đã nhận ba giải thưởng Điện ảnh Quốc gia, 15 giải thưởng của Hiệp hội Nhà báo Điện ảnh Bengal, bốn giải thưởng Filmfare dành cho nữ ca sĩ hát nhạc phim thu sẵn hay nhất, hai giải Filmfare đặc biệt, giải thưởng Thành tựu trọn đời Filmfare và rất nhiều giải khác. Năm 1974, bà là người Ấn đầu tiên biểu diễn tại hý viện Royal Albert Hall ở Luân Đôn, Anh.

## Sức khỏe và qua đời
Vào ngày 8 tháng 1 năm 2022, Lata Mangeshkar có kết quả xét nghiệm dương tính với COVID-19 với các triệu chứng nhẹ và được đưa vào phòng chăm sóc đặc biệt của Bệnh viện Breach Candy ở Mumbai. Bà vẫn ở trong ICU với các dấu hiệu "cải thiện nhẹ" về sức khỏe. Các bác sĩ điều trị cho biết bà đã ngừng thở máy vào ngày 28 tháng 1 sau khi sức khỏe của bà "được cải thiện một chút". Tuy nhiên, bà đã quay trở lại máy thở vào ngày 5 tháng 2, sau khi sức khỏe xấu đi và đang được "điều trị tích cực".

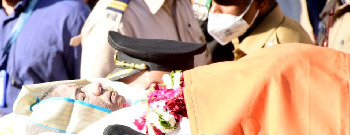
Đám tang của Mangeshkar

Mangeshkar qua đời vì hội chứng rối loạn chức năng đa cơ quan vào ngày 6 tháng 2 năm 2022, ở tuổi 92. Bà đã phải trải qua 28 ngày điều trị liên tục vì bệnh viêm phổi và COVID-19.